# Bacino di Tindouf

Il bacino di Tindouf si trova a nord del cratone dell'Africa Occidentale

Il bacino di Tindouf è un importante bacino sedimentario dell'Africa occidentale, a sud dell'Anti Atlante. Si estende da ovest a est per circa 700 km e ricopre un'area di circa 100.000 km², tra Algeria e Marocco/Sahara Occidentale.
Nell'Ordoviciano l'area era occupata da una zona costiera digradante dal cratone dell'Africa Occidentale nella Tetide, nel Carbonifero superiore è divenuta un bacino chiuso.
A nord il bacino si interrompe bruscamente contro l'Anti Atlante, a sud il limite è meno definito.
Il bacino, che ha uno spessore massimo di 8 km, è colmato da sedimenti marini deposti dal Cambriano al Carbonifero.
Seguono depositi formazioni continentali del Cretaceo e l'hamada formatasi nel Pliocene.
Il bacino è potenzialmente sede di giacimenti di idrocarburi, ma è ancora in gran parte inesplorato.